# Redlands-University (Metrolink)
La  Estación Redlands-University (en inglés: Redlands-University station), es una estación de tren ligero de la línea Arrow de Metrolink en Redlands, California, área suburbana de Los Angeles en Estados Unidos.

## Descripción
Inaugurada el 24 de octubre de 2022. La estación cuenta con andenes de plataformas laterales y 100 aparcamientos. La estación es propiedad de la Autoridad de Transportación del Condado de San Bernardino. Inmediato al este de la estación, las vías continúan 2,09 kilómetros (1,3 mi) como una vía verde, para uso de recreación llamado "Orange Blossom Trail".  

## Servicio
Arrow opera todo los días aproximadamente entre las 4:00 a. m. y las 11:00 p. m. Llegan cada 30 minutos (horas pico) por la mañana y por la noche, y cada 60 minutos desde medio día hasta media tarde. Los fines de semana, los trenes operan entre las 7:30 a. m. y las 10:00 p. m., con una frecuencia de 60 minutos. La mayoría de los horarios de los viajes están coordinados para permitir tiempos de conexión relativamente cortos con los trenes de la línea San Bernardino en la estación San Bernardino-Downtown para viajes hacia Los Ángeles.

## Lugares de interés
- La estación está adjunto al sur de la University of Redlands.
- Orange Blossom Trail - Vía Verde.
- Sylvan Park - Parque Sylvan.
  - Redlands Skate Park - Parque de patinaje/Skateboarding.